# Moregem
Moregem est une section de la commune belge de Wortegem-Petegem située en Région flamande dans la province de Flandre-Orientale. C'était une commune à part entière avant la fusion des communes de 1971. 

## Histoire
Moreghem (Mooreghem) était une ancienne seigneurie. La terre et seigneurie de Mooreghem, située dans la châtellenie d'Audenarde, a été érigée en baronnie, par lettres données à Saint-Germain-en Laye, par le roi de France Louis XIV en janvier 1675. Elle disposait déjà d'un château.Le bénéficiaire de cette élévation était Adrien-Joseph Van Spiere, seigneur de Mooreghem, bourgmestre d'Audenarde, qui a rendu de grands services au roi dans cette fonction pendant le siège de la ville, ce qui lui a valu une chaîne d'or. Anciennement capitaine d'infanterie et de cavalerie au service du roi très catholique (roi d'Espagne), réformé à l'époque  de la paix des Pyrénées en 1659 avec une pension se 1800 livres par an, il a quitté le service de son ancien souverain pour s'attacher à son nouveau roi.
Le village comptait depuis le château de Moregem, un château du 18ème siècle construit dans le style Louis XVI, considéré comme étant "un exemplaire particulièrement illustratif d'un château de la fin du XVIIIème". Il a été construit entre 1792 et 1798 sur le site d'un ancien château d'eau datant de 1588, par la famille Van Hoobrouck de Mooreghem. Le château est occupé et endommagé pendant la Seconde Guerre Mondiale puis vendu en 1953 par la dernière propriétaire occupant les lieux, la baronne Ruzette-van Caloen de Basseghem. Depuis 1953, le château est successivement laissé à l'abandon, utilisé comme entrepôt ou comme lieu de service. Son état se dégrade progressivement, malgré plusieurs avertissements de la région flamande aux propriétaires de se conformer à leur obligation de conservation. Le 9 mars 2025, un incendie éclate dans le château qui est entièrement anéanti. 

## Démographie

### Évolution démographique
- Sources : INS, Rem. : 1831 jusqu'en 1961 = recensements[5].

## Galerie

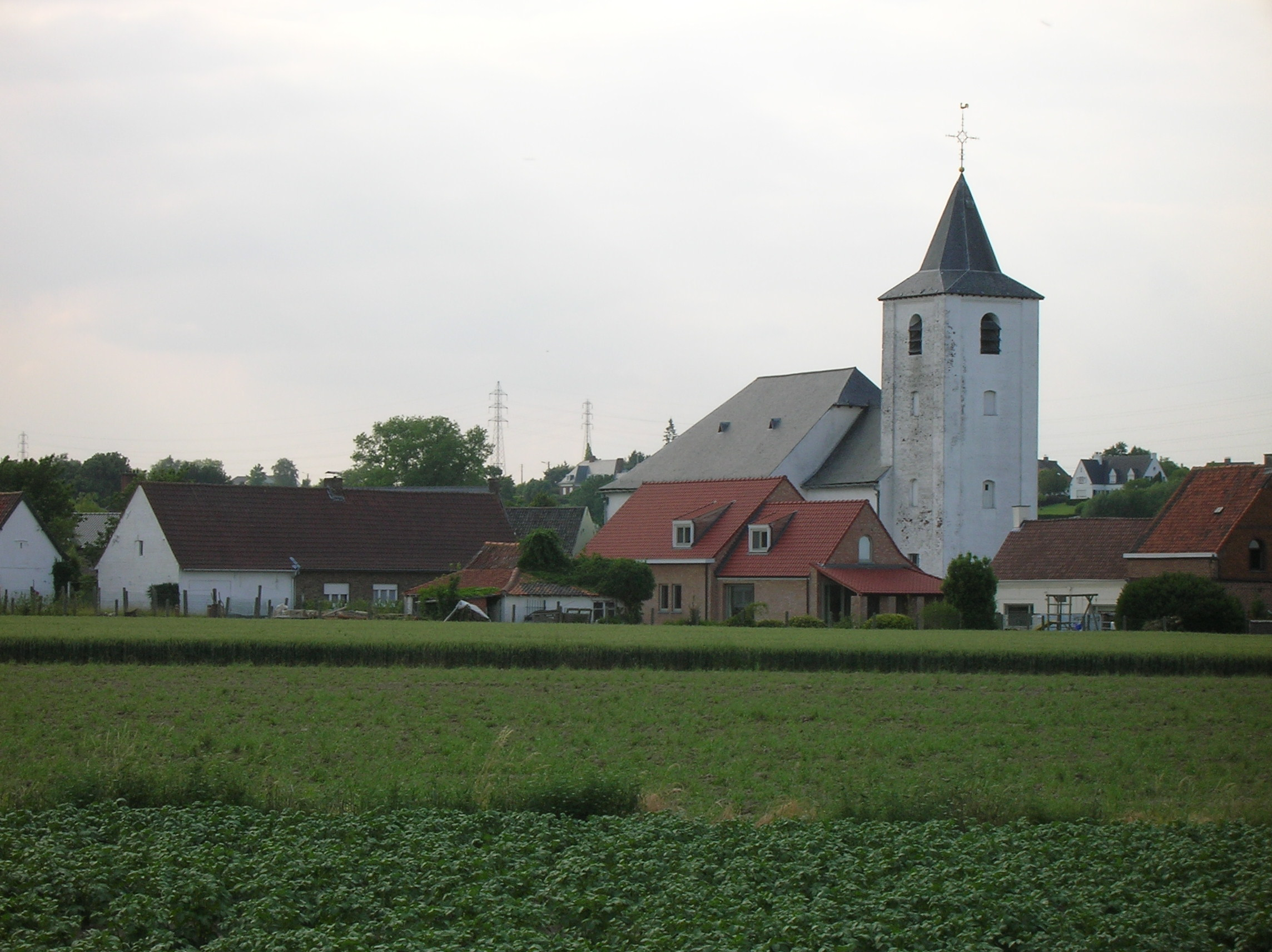
Église Sint-Pietersstoel.
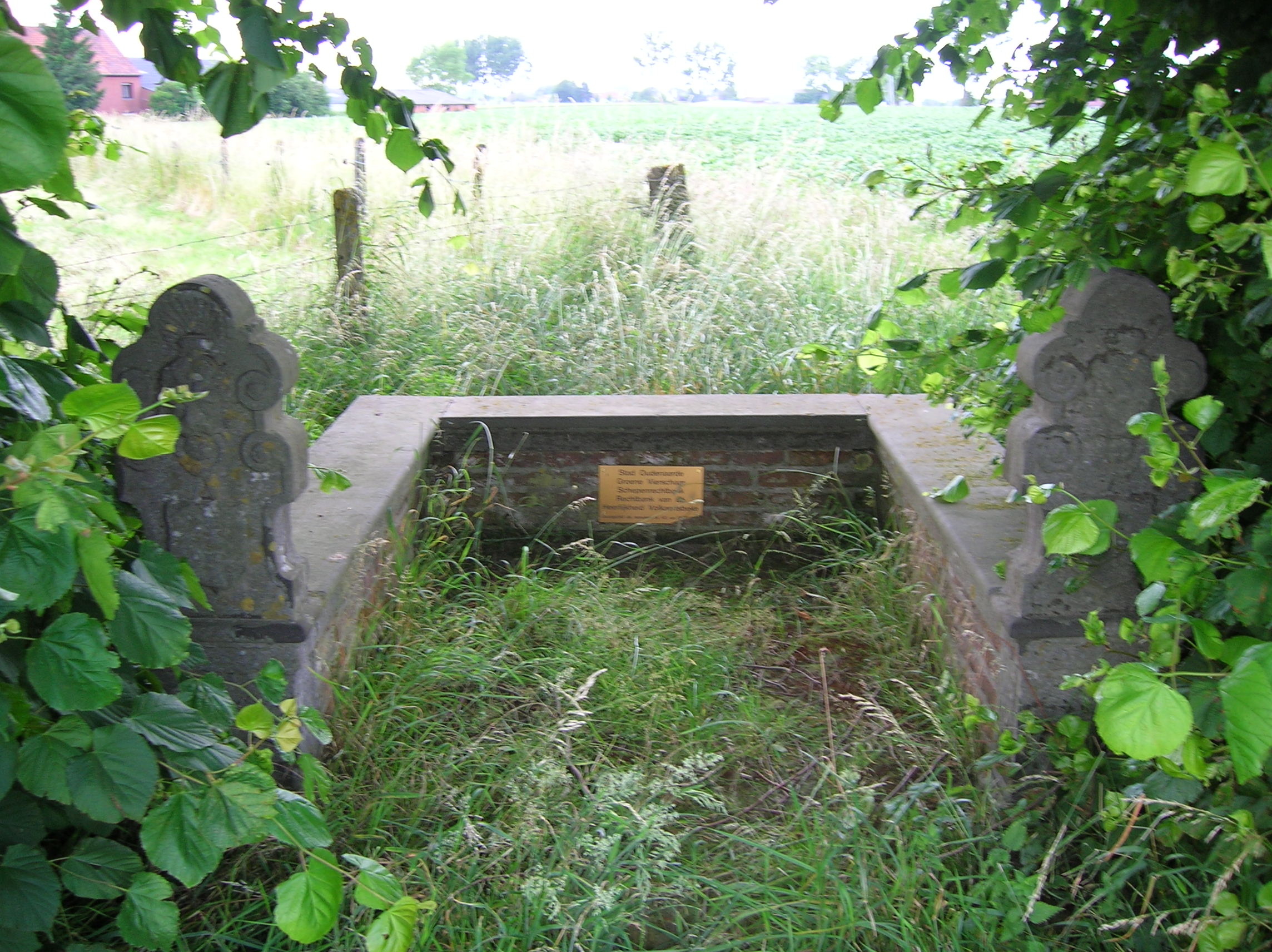
Cour de justice : vierschaar.
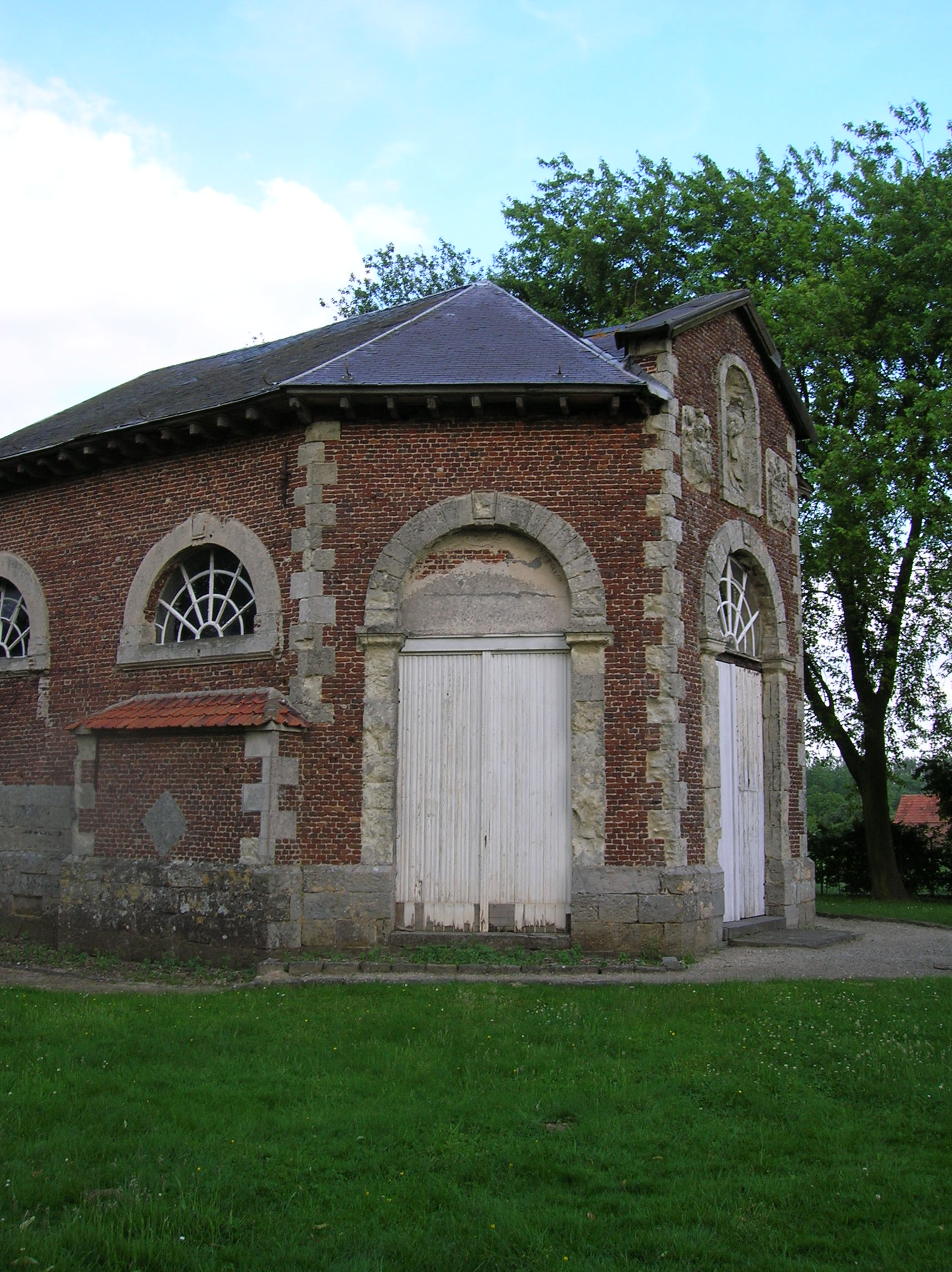
Chapelle Onze-Lieve-Vrouw ten Doorn.